# 盲蝽亞科
盲蝽亞科（學名：Mirinae）是半翅目異翅亞目臭蟲下目之下盲蝽科一個生物多樣性最高的昆蟲亞科。現時本亞科包括的物種超過4000個:467。

## 分類
以下為Cassis & Schuh (2012)根據Schwartz (1987)的分類下，本亞科之下的各個族：
- Herdoniini Distant, 1904[4]：包括約25個屬，只見於新世界熱帶；
- 皱斑盲蝽族 Hyalopeplini Carvalho, 1952[4][5]：包括15個屬，只見於舊世界的熱帶；
- 竹盲蝽族 Mecistoscelini [5]：包括三個屬，皆只見於東亞；
- 盲蝽族 Hahn, 1833[4]：包括超過300個屬，分佈於全世界。
- Pithanini Douglas and Scott, 1865[4]
- Resthenini Reuter, 1905[4]：17個屬，新世界物種；
- Scutelliferini
- 狭盲蝽族（英语：Stenodemini） Stenodemini China, 1943 [4][6]：25個屬，分佈於全世界。